# On the Ropes (film, 1999)
Pour plus de détails, voir Fiche technique et Distribution.
On the Ropes est un film américain réalisé par Nanette Burstein et Brett Morgen, sorti en 1999.

## Synopsis
Le film suit l'entrainement de trois jeunes boxeurs.

## Fiche technique
- Titre : On the Ropes
- Réalisation : Nanette Burstein et Brett Morgen
- Musique : Theodore Shapiro
- Photographie : Brett Morgen
- Montage : Nancy Baker et Nanette Burstein
- Production : Nanette Burstein et Brett Morgen
- Société de production : Highway Films, Magnolia Mae Films et The Learning Channel
- Pays :  États-Unis
- Genre : Documentaire
- Durée : 94 minutes
- Dates de sortie : 
  -  États-Unis : 18 août 1999

## Distinctions
Le film a été nommé à l'Oscar du meilleur film documentaire.